# William E. Rhoads
William Earl Rhoads (Harvey (Illinois), 5 augustus 1918) is een Amerikaans componist, muziekpedagoog, dirigent en klarinettist.

## Levensloop
Rhoads studeerde aan de Universiteit van Michigan in Ann Arbor. Vanaf 1953 was hij dirigent van de harmonieorkesten en van 1973 tot 1977 hoofd van de muziekafdeling van de Universiteit van New Mexico te Albuquerque. Verder was hij docent voor klarinet aan deze universiteit. 
Rhoads was verder directeur voor instrumentale muziek en de harmonieorkesten van de openbare scholen in Alamogordo (New Mexico). Hij werkte als jurylid bij concoursen en wedstrijden in de Verenigde Staten en Canada. 
Naast rond 100 eigen werken voor harmonieorkest, orkest en blazersensemble schreef hij pedagogische werken voor klarinet en een groot aantal bewerkingen van klassieke muziek voor harmonieorkest, waaronder vooral zijn bewerkingen Variations on America van Charles Ives in de orkestratie van William Schuman, het Scherzo van Charles-Marie Widor en het werk Three Spanish Ladies van Francisco Tárrega.

## Composities

### Werken voor harmonieorkest
- 1956 Scottish Rhapsody
- 1959 Three Ballads
- 1962 Puerto Allegre (Port of Fun), A Beguine
- 1969 Gentle Ballad, bossa nova
- 1969 Lament and March
- 1971 Sabbath Music
- 1973 Latin Elegy
- 1975 Nativity Songs
- 1977 Ridin' the Rails
- 1981 A European Folk Fantasy
- 1981 Prelude and Dance of the Mystic Flames
- 1982 A Roving
- 1982 Corktown Saturday Night
- 1982 Three Russian Cameos
- 1984 Quail Creek, mars
- 1985 Preludes to Performance
- 1986 Brazilian Folk Dance Suite
  1. The Painter Of Cannahay, bossa nova
  2. A Picture To Remember, a beguine
  3. Fiesta Quickstep!
- A December March - A march of carols
- A Nativity Carol
- Bright Interlude
- Christmas Cameos
- Dos Canciones
- El Aguanieve
- Fantasy on Old Cowboy Songs
- Festival of Tangier
- Jamaican Holiday
- Liturgical Music
- March Academe
- Marche de Provencal
- Oro Quemado (Burnt Gold), A Latin-American Quickstep
- Summer's End
- Swedish Folk Marsch
- Three Old English Ballads
- Three Old French Ballads
- Tres Danzas de Mexico
  1. El Pitayero (from Jalisco)
  2. El Café (Province unknown)
  3. El Curripiti (from Vera Cruz)
- Wishing You A Merry Christmas

### Pedagogische werken
- 1962 Technical Studies, voor alt- en basklarinet
- 1963 Baermann, voor alt- en basklarinet
- 1963 Selected Studies, voor alt- en basklarinet
- 1965 Foundation Studies, voor alt- en basklarinet
- 1965 Etudes for Technical Facility, voor alt- en basklarinet
- 1968 Solos for Concert and Contest, voor basklarinet en piano
- Advanced Studies from Julius Weissenborn, geadapteerd voor alt- en basklarinet